# تيار رطب

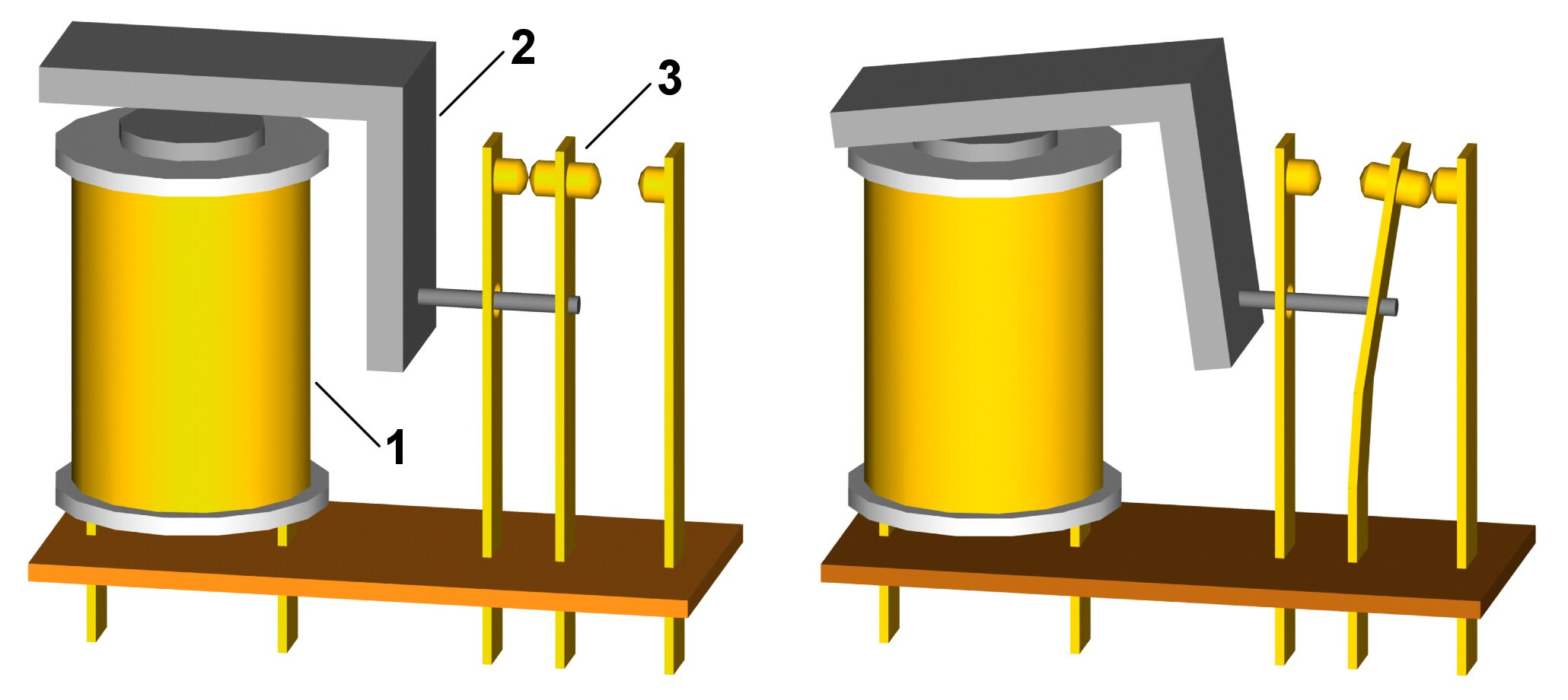
مبدأ التتابع الأفقي.

التيار الرطب (Wetting current) (أيضًا تكتب whetting current في الإنجليزية البريطانية ) هو أدنى تيار كهربائي مطلوب للتدفق عبر الملامس ليمر عبر المقاومة الفلمية للسطح الهندسة الكهربائية. يحدث تأكسد الفيلم عادةً في المناطق ذات الرطوبة العالية. ويعد توفير كمية كافية من التيار الرطب خطوة حاسمة في تصميم النظم التي تستخدم محولات ضعيفة ذات ضغط تلامس صغير كمدخلات استشعار. فالإخفاق في القيام بذلك قد يؤدي بقاء المحولات «مفتوحة» كهربائيًا نتيجة تأكسد الملامس.
في بعض التطبيقات ذات الجهد المنخفض حيث يكون تيار التبديل أقل مواصفات التيار الرطب الذي حددته الجهة المصنعة، يمكن استخدام طريقة تفريغ المكثف بوضع مكثف امتصاص صغير عبر ملامسات المحول لدفع التيار عبر سطح الملامس عند غلق الملامس.
يشيع أيضًا استخدام مصطلح متصل وهو تيار منع التسرب (sealing current) (المعروف أيضًا باسم التيار الرطب (wetting current) أو تيار فرت (fritt current)) في صناعة الاتصالات السلكية واللاسلكية، ويستخدم هذا المصطلح لوصف تيار مستمر ثابت وصغير (عادة ما بين 1 إلى 20 مللي أمبير) في حلقات الأسلاك المصنوعة من النحاس بهدف تجنب تأكسد الملامس في الملامسات والوصلات. ولقد تم تعريفها في معايير ITU-T]] G.992.3]] الخاص «بجميع خطوط الاشتراك الرقمي غير المتماثل (ADSL) في الوضع الرقمي» بأنها التيار المتدفق من خطواط ATU-C (بطاقة خط خط اشتراك رقمي غير متماثل) عبر خطوط الهاتف إلى أجهزة المودم ATU-R (CPE).